# Franz Rotter (Bildhauer)
Franz Rotter (geboren 27. Oktober 1910 in Komárom, Österreich-Ungarn; gestorben 6. September 1989 in Cuxhaven) war ein deutscher Bildhauer.

## Leben

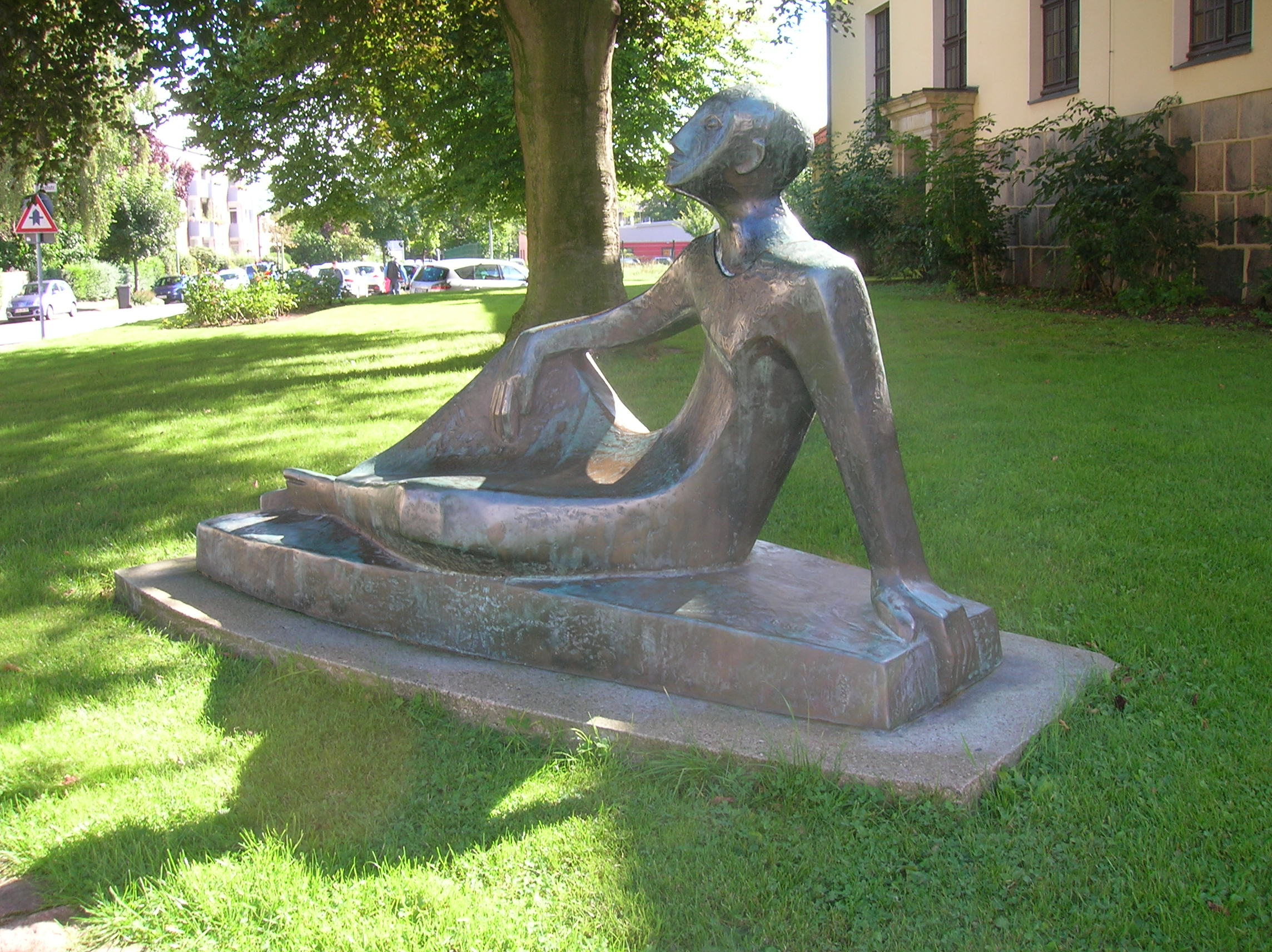
Rotters Gottsucher vor der Dionysiuskirche (Bremerhaven-Lehe)

In Österreich-Ungarn war Rotters Vater Stadtkommandant von Komorn. Franz Rotter besuchte in Prag die Realschule. Von 1928 bis 1934 studierte er an der Prager Kunstgewerbeschule. Nach fünf Jahren als freischaffender Bildhauer war er dort ab 1939 Assistent. Als Professor leitete er die Abteilung „Angewandte Bildhauerei und Metallbearbeitung“. Rotter trat zum 1. April 1939 nach der Zerschlagung der Tschechoslowakei der NSDAP bei (Mitgliedsnummer 7.165.233).
Viele seiner frühen Bildwerke sind verschollen. Von ihnen existieren noch Fotos, die in Alben chronologisch geordnet sind. Rotters idealisierender Stil nahm klassizistische und expressionistische Elemente auf. Er näherte sich dem Realismus, schuf aber zugleich abstrakte Arbeiten. Rotter war 1940, 1941, 1943 und 1944 auf der Großen Deutschen Kunstausstellung in München vertreten, 1944 u. a. mit den Büsten „SS-Gruppenführer Ritterkreuzträger  Kepler“ und „General Touissaint“. Nach dem Tod Reinhard Heydrichs kaufte der Persönliche Stab Reichsführer SS bei Rotter eine Büste Heydrichs zum Preis von 4000 Mark.
Als Sudetendeutscher war er in der Dritten Tschechoslowakischen Republik von 1945 bis 1948 interniert. Danach verhalfen ihm Bekannte zu einer Anstellung in Cuxhavens Industrie. Als Hockeyspieler fand er Freunde. Er erhielt ein eigenes Atelier und konnte wieder als freier Künstler arbeiten. In Cuxhaven stehen Dutzende seiner Werke an Schulen, Kirchen, Sportstätten, Banken, Gebäuden der Fischereiindustrie und der Post. Er schuf ein Mahnmal der Vertreibung und die Dreiteilige Form, ein Symbol für die Deutsche Teilung und die Berliner Teilung. Sein Wunsch, dass „die Kugel sich wieder zu einem Ganzen schließen möge“, begann in seinem Sterbejahr in Erfüllung zu gehen.
Als er wegen einer Krankheit mit der bildenden Kunst pausieren musste, wandte er sich der Malerei, der Zeichnung und der Collage, später auch dem Linolschnitt zu. Er porträtierte Josef Keilberth, Helmuth Thierfelder, Hans Christoph Seebohm, Alfons Goppel, Hans Lipinsky-Gottersdorf und andere. Er engagierte sich in der Künstlergilde Esslingen und im Berufsverband bildender Künstler. Im BbK war er über 20 Jahre Vorsitzender für den Regierungsbezirk Stade und Mitglied im Landesvorstand Hannover. Ebenfalls über 20 Jahre leitete er die Landesgruppe Niedersachsen der Eßlinger Künstlergilde, für deren Mitglieder er das Künstleratelier in Kugelbake errichtete. Er war Mitglied des Adalbert-Stifter-Vereins und Senator der Halkyonischen Akademie in Salò am Gardasee.

## Ehrungen
- Sudetendeutscher Kulturpreis (1959)
- Er erhielt 1985 die  Schlossmedaille der Stadt Cuxhaven.
- Die Franz-Rotter-Allee in Cuxhaven wurde 1990 nach ihm benannt.